# Таскаев, Вячеслав Николаевич
Вячеслав Николаевич Таскаев (13 декабря 1946, Вена — 26 августа 2018, Раменское, Московская область) — подводный археолог, кандидат исторических наук, профессор кафедры всеобщей истории Московского государственного гуманитарного университета, главный редактор журнала «Вопросы подводной археологии».

## Биография

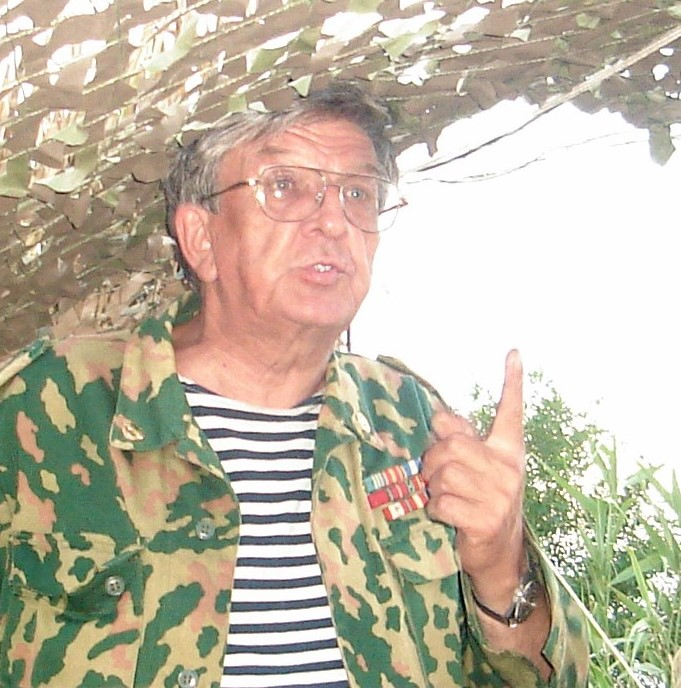
Тамань, 2005 год

В. Н. Таскаев родился 13 декабря 1946 года в семье военнослужащего в городе Вена (Австрия). Вскоре семья вернулась в СССР, где, окончив школу и военное училище, Таскаев начал службу в авиации ВМФ СССР, дослужившись до звания подполковника.
Ещё в период военной службы, в 1985—1987 годах, организовал подводные археологические работы возле озера Донузлав, в прибрежной акватории Чёрного моря, в месте кораблекрушения, датируемого IV—III веком до новой эры. Ученик Б. Г. Петерса. В 1987 году проводил поиск и подводные исследования остатков древнегреческого города Керкинитиды в Евпаторийской бухте.
В 1990 году Таскаев вёл работы в районе банки Марии Магдалины к северу от Анапы, где в античности находилась стоянка судов. С 1991 по 2007 год возглавлял долговременные подводные археологические работы (Таманская подводная археологическая экспедиция) в Таманском заливе, в том числе подводные раскопки затопленной части Патрейского городища и подводные археологические работы на затопленной части древнегреческого города Кепы. В рамках исследования Патрейского городища была восстановлена схема городской застройки и системы водообеспечения в VI—III веках до новой эры, датировать начало сырцово-каменного строительства в Патрее серединой VI века, аналогично с другими городищами Северного Причерноморья. В 2007 году Таскаев вёл подводные археологические работы в прибрежной зоне посёлка Волна Революции (Темрюкский район Краснодарского края), где на дне Таманского залива также были обнаружены остатки древнегреческого поселения. По итогам работ вышла монография Таскаева «Античная подводная археология Северного Причерноморья».
В 2009 году за работы на территории Патрея Таскаев был избран Конфедерацией подводной деятельности России в качестве одного из лауреатов Российской национальной премии в области подводной деятельности «Подводный мир»..
Скончался 26 августа 2018 года от последствий инсульта в больнице города Раменское.

## Публикации
В. Н. Таскаев является автором более 50 работ, посвящённых подводной археологии, в том числе ряда монографий и справочно-методических изданий. Таскаев возглавлял редакцию журнала «Вопросы подводной археологии».

### Монографии
- Методика проведения подводных археологических работ. — М., 1994. — 68 с.
- Подводная археология. История развития, методика исследовательской работы. — М., 1997.
- Античный Патрей. Итоги подводных исследований (в соавторстве с С. Р. Рафиковой) / Патрей. Материалы исследования. Вып. 3. М., 2001. — 82 с.
- Античная подводная археология Северного Причерноморья. — М.: Спутник+, 2007. — 90 с.
- Античная подводная археология Северного Причерноморья. Издание второе, дополненное и переработанное. М., 2009. — 176 с.
- Азиатский Боспор. Путями античных мореходов (в соавторстве с С. А. Беловым). М., 2010. — 92 с.
- Греческая колонизация Азиатского Боспора. (в соавторстве с В. Н. Чхаидзе). М., 2011. — 92 с.

### Справочные издания и руководства
- А. В. Окороков, В. Н. Таскаев. Подводная разведка памятников истории и культуры: Методические рекомендации. — М.: НИИ культуры, 1988. — 78 с.
- А. В. Окороков, В. Н. Таскаев. Подводные раскопки памятников истории и культуры: Методические рекомендации. — М.: НИИ культуры, 1989. — 93 с.
- Древние якоря Северного Причерноморья: справочник-определитель. Вып. 1.. — М., 2001.